# روگی (استان اوپوله)
روگی (به لهستانی: Rogi) یک منطقهٔ مسکونی در لهستان است که در گمینا نگمودلین واقع شده‌است. روگی ۱۵۰ نفر جمعیت دارد.